# Pjesma Eurovizije 1981.
Eurovizija 1981. je bila 26. Eurovizija, održana 4. travnja 1981. u Simmonscourt paviljonu u Dublinu. Voditeljica je bila Doireann Ni Bhriain. Predstavnici Ujedinjenog Kraljevstva, skupina Bucks Fizz, pobjednici su ove Eurovizije s pjesmom Making Your Mind Up.
Debitant je bio Cipar, koji je završio šesti.
Na Euroviziji su ponovno nastupili Jean Claude Pascal koji je pobijedio 1961. za Luksemburg i član Bucks Fizza Cheryl Baker, koji je bio na Euroviziji 1978. sa skupinom Co-Co za Ujedinjeno Kraljevstvo.

## Rezultati
| Broj | Zemlja                 | Jezik       | Pjevač                           | Pjesma                                     | Pozicija | Bodovi |
| ---- | ---------------------- | ----------- | -------------------------------- | ------------------------------------------ | -------- | ------ |
| 1    | Austrija               | njemački    | Marty Brem                       | "Wenn du da bist"                          | 17       | 20     |
| 2    | Turska                 | turski      | Modern Folk Trio i Ayşegül       | "Dönme Dolap"                              | 18       | 9      |
| 3    | Njemačka               | njemački    | Lena Valaitis                    | "Johnny Blue"                              | 2        | 132    |
| 4    | Luksemburg             | francuski   | Jean-Claude Pascal               | "C'est peut-être pas l'Amérique"           | 11       | 41     |
| 5    | Izrael                 | hebrejski   | Hakol Over Habibi                | "Halayla"                                  | 7        | 56     |
| 6    | Danska                 | danski      | Tommy Seebach and Debbie Cameron | "Krøller eller ej"                         | 11       | 41     |
| 7    | Jugoslavija            | hrvatski    | Seid Memić "Vajta"               | "Lejla"                                    | 15       | 35     |
| 8    | Finska                 | finski      | Riki Sorsa                       | "Reggae OK"                                | 16       | 27     |
| 9    | Francuska              | francuski   | Jean Gabilou                     | "Humanahum"                                | 3        | 125    |
| 10   | Španjolska             | španjolski  | Bacchelli                        | "Y sólo tú"                                | 14       | 38     |
| 11   | Nizozemska             | nizozemski  | Linda Williams                   | "Het is een wonder"                        | 9        | 51     |
| 12   | Irska                  | engleski    | Sheeba                           | "Horoscopes"                               | 5        | 105    |
| 13   | Norveška               | norveški    | Finn Kalvik                      | "Aldri i livet"                            | 20       | 0      |
| 14   | Ujedinjeno Kraljevstvo | engleski    | Bucks Fizz                       | "Making Your Mind Up"                      | 1        | 136    |
| 15   | Portugal               | portugalski | Carlos Paião                     | "Playback"                                 | 18       | 9      |
| 16   | Belgija                | nizozemski  | Emly Starr                       | "Samson"                                   | 13       | 40     |
| 17   | Grčka                  | grčki       | Yiannis Dimitras                 | "Feggari Kalokerino" (Φεγγάρι καλοκαιρινό) | 8        | 55     |
| 18   | Cipar                  | grčki       | Island                           | "Monika" (Μόνικα)                          | 6        | 69     |
| 19   | Švicarska              | talijanski  | Peter, Sue and Marc              | "Io senza te"                              | 4        | 121    |
| 20   | Švedska                | švedski     | Björn Skifs                      | "Fångad i en dröm"                         | 10       | 50     |

| Pjesma Eurovizije | Pjesma Eurovizije |
| --- | ----------------- |
| |                   |
| 01956. • 1957. • 1958. • 1959. • 1960. 1961. • 1962. • 1963. • 1964. • 1965. • 1966. • 1967. • 1968. • 1969. • 1970. 1971. • 1972. • 1973. • 1974. • 1975. • 1976. • 1977. • 1978. • 1979. • 1980. 1981. • 1982. • 1983. • 1984. • 1985. • 1986. • 1987. • 1988. • 1989. • 1990. 1991. • 1992. • 1993. • 1994. • 1995. • 1996. • 1997. • 1998. • 1999. • 2000. 2001. • 2002. • 2003. • 2004. • 2005. • 2006. • 2007. • 2008. • 2009. • 2010. 2011. • 2012. • 2013. • 2014. • 2015. • 2016. • 2017. • 2018. • 2019. • 2020. 2021. • 2022. • 2023. • 2024. • 2025. |                   |

| Pjesma Eurovizije | Pjesma Eurovizije |
| --- | ----------------- |
| |                   |
| 01956. • 1957. • 1958. • 1959. • 1960. 1961. • 1962. • 1963. • 1964. • 1965. • 1966. • 1967. • 1968. • 1969. • 1970. 1971. • 1972. • 1973. • 1974. • 1975. • 1976. • 1977. • 1978. • 1979. • 1980. 1981. • 1982. • 1983. • 1984. • 1985. • 1986. • 1987. • 1988. • 1989. • 1990. 1991. • 1992. • 1993. • 1994. • 1995. • 1996. • 1997. • 1998. • 1999. • 2000. 2001. • 2002. • 2003. • 2004. • 2005. • 2006. • 2007. • 2008. • 2009. • 2010. 2011. • 2012. • 2013. • 2014. • 2015. • 2016. • 2017. • 2018. • 2019. • 2020. 2021. • 2022. • 2023. • 2024. • 2025. |                   |